# Aloe bulbillifera x vaombe
Aloe bulbillifera x vaombe é uma espécie de liliopsida do gênero Aloe, pertencente à família Asphodelaceae.